# Рудниця (Нижньосілезьке воєводство)
Рудниця (пол. Rudnica) — село в Польщі, у гміні Стошовиці Зомбковицького повіту Нижньосілезького воєводства.
Населення — 295 осіб (2011).
У 1975-1998 роках село належало до Валбжиського воєводства.

## Демографія
Демографічна структура станом на 31 березня 2011 року:
|          | Загалом | Допрацездатний вік | Працездатний вік | Постпрацездатний вік |
| -------- | ------- | ------------------ | ---------------- | -------------------- |
| Чоловіки | 136     | 19                 | 102              | 15                   |
| Жінки    | 159     | 35                 | 92               | 32                   |
| Разом    | 295     | 54                 | 194              | 47                   |